# مردی از جنوب شهر
مردی از جنوب شهر فیلمی به کارگردانی صابر رهبر و نویسندگی احمد نجیب زاده محصول سال ۱۳۴۹ است.

## خلاصه داستان
احتشام قصد دارد محلی را که به عنوان کاباره به آتش اجاره داده، از او بازستاند و به همین منظور برادرزاده‌اش مجید را که وکیل دعاوی است، مأمور این کار می‌کند...

## بازیگران
- محمدعلی فردین (حبیب)
- عبداله بوتیمار (مجید)
- تقی ظهوری (تقی)
- فروزان (آتش)
- علی میری
- مارینا متر
- جهانگیر فروهر (مباشر)
- رضا عبدی